# Steel Sharks – Überleben ist ihr Ziel
Steel Sharks – Überleben ist ihr Ziel (Alternativtitel: U 577 – Überleben ist ihr Ziel, Originaltitel Steel Sharks) ist ein US-amerikanischer Actionfilm des Regisseurs Rodney McDonald aus dem Jahr 1997. In den Hauptrollen sind Gary Busey, Billy Dee Williams und Billy Warlock zu sehen.

## Handlung
Der Topexperte für chemische Waffen, Dr. John Van Tasell, wird von feindlichen iranischen Agenten entführt. Admiral Jim Perry erhält den Auftrag, den Mann mit den „Steel Sharks“ – ein furchtloser und hochexplosiver Haufen von absoluten Elitekämpfern – zurückzuholen. Zu ihnen stößt der Computercrack Bob „Billy“ Rogers. Die Navy SEALs akzeptieren das neue Teammitglied nicht sofort und machen ihm zunächst das Leben schwer. An Bord des Atom-U-Boots USS Oakland (SSN-798), unter dem Kommando von „Wild“ Bill McKay, wird der Trupp an die feindliche Küste gebracht.
Die Befreiungsaktion gelingt zunächst, doch auf dem Rückweg werden sie von einem skrupellosen Kapitän und dessen brutalen Sicherheitsoffizier Lt. Noussavi gefangen genommen und als Geiseln an Bord eines irakischen U-Boots gebracht.
Die USS Oakland ist zwar ganz in der Nähe, doch sollte Bill McKay das irakische U-Boot beschießen, bedeutete das auch den Tod für die „Steel Sharks“.
Der verrückte Kommandant des irakischen U-Boots kennt keine Skrupel, um die Soldaten zum Reden zu bringen. Als der erste von ihnen eiskalt niedergeschossen wird, plant der Rest der Truppe den Ausbruch. Da ist es von Vorteil, einen Wissenschaftler mit dabei zu haben, der aus normalen Küchenutensilien Bomben basteln kann.
Die Soldaten können sich befreien, die Besatzung dezimieren und das U-Boot in Schutt und Asche legen.

## Hintergrund
Steel Sharks wurde im Juni 1996 auf der Enterprise und im kalifornischen San Diego gedreht.
Die USS Oakland (SSN-798) ist ein fiktives U-Boot, das unter dieser Kennzeichnung nicht in der US-Navy geführt wird.
Der Film hatte am 25. Juni 1997 in Ungarn seine Videopremiere. Im deutschsprachigen Raum wurde der Film unter dem Titel U 577 – Überleben ist ihr Ziel bereits im Fernsehen gezeigt.

## Rezeption
Das Lexikon des internationalen Films schreibt: „Dürftiger Actionfilm mit holzschnittartigen Charakteren, markigen Dialogen und lachhaften Spezialeffekten. Für zusätzliche Erheiterung sorgt die Synchronisation, die den Feinden ‚pseudo-russische und -arabische Akzente in den Mund legt‘.“
Das Onlinemagazin video.de urteilt: „Für Videopremierenverhältnisse beachtlich aufwendiger Actionreißer […] Für Action, Stunts und Feuerzauber ist reichlich gesorgt, so daß glücklicherweise auch kaum noch auffällt, wie dreist hier wieder einmal orientalische Feindbilder beschworen werden.“